# Suisse au Concours Eurovision de la chanson 1963
La Suisse a participé au Concours Eurovision de la chanson 1963, alors appelé le « Grand prix Eurovision de la chanson européenne 1963 », à Londres, au Royaume-Uni. C'est la 8e participation suisse au Concours Eurovision de la chanson.
Le pays est représenté par la chanteuse Esther Ofarim et la chanson T'en va pas, sélectionnées par la Télévision suisse romande (TSR) au moyen d'une finale nationale.

## Sélection

### Concours Eurovision 1963
Le radiodiffuseur suisse pour les émissions francophones, la Télévision suisse romande (TSR), l'actuelle Radio télévision suisse, organise la sélection suisse Concours Eurovision 1963, ou Finale suisse 1963, pour sélectionner l'artiste et la chanson représentant la Suisse au Concours Eurovision de la chanson 1963.
La finale nationale a eu lieu le 9 février 1963 aux studios de la TSR à Genève.
Les chansons sont interprétées en allemand, français ainsi qu'en italien, langues officielles de la Suisse.
Lors de cette sélection, c'est Esther Ofarim et la chanson T'en va pas, écrite par Émile Gardaz et composée par Géo Voumard avec Eric Robinson comme chef d'orchestre, qui furent choisies. Le classement des autres chansons n'est pas connu.

#### Finale
| Ordre | Artiste        | Chanson                        | Langue   | Traduction                     | Place |
| ----- | -------------- | ------------------------------ | -------- | ------------------------------ | ----- |
| 1     | Anita Traversi | Komme mit mir                  | Allemand | Viens avec moi                 | -     |
| 2     | Jo Roland      | Mon petit boléro               | Français | -                              | -     |
| 3     | Anita Traversi | Voglio vivere                  | Italien  | Je veux vivre                  | -     |
| 4     | Esther Ofarim  | T'en va pas                    | Français | -                              | 1     |
| 5     | Anita Traversi | La più bella canzone del mondo | Italien  | La plus belle chanson du monde | -     |
| 6     | Willy Schmid   | Einmal in Mexico               | Allemand | Une fois à Mexico              | -     |

## À l'Eurovision
Chaque jury national attribue un à cinq points à ses cinq chansons préférées.

### Points attribués par la Suisse
| 5 points | Italie     |
| 4 points | France     |
| 3 points | Danemark   |
| 2 points | Luxembourg |
| 1 point  | Monaco     |

### Points attribués à la Suisse
| 5 points                          | 4 points                                             | 3 points     | 2 points | 1 point           |
| --------------------------------- | ---------------------------------------------------- | ------------ | -------- | ----------------- |
| - Autriche - Italie - Royaume-Uni | - Allemagne - Belgique - Danemark - Espagne - Monaco | - Luxembourg |          | - Norvège - Suède |

Esther Ofarim interprète T'en va pas en 10e position, après la Yougoslavie et avant la France. Au terme du vote final, la Suisse termine 2e sur 16 pays, recevant 40 points, deux points derrière le pays vainqueur, le Danemark.